# 福洪镇
福洪乡，是中华人民共和国四川省成都市青白江区下辖的一个乡镇级行政单位。2019年12月，撤销人和乡，将其所属行政区域划归福洪镇管辖；将福洪镇胜利村、幸福村、团结村划归清泉镇管辖。福洪镇人民政府驻隆盛街34号。

## 行政区划
福洪乡下辖以下地区：
民主村、字库村、进步村、杏花村、幸福村、胜利村、团结村、拦冲村和先锋村。
调整后，福洪镇辖原人和乡和进步村、民主村、先锋村、字库村、拦冲村、杏花村。

## 特产
福洪杏：中国地理标志产品。